# Kafr Akab
Kafr Akab též Kfar Akab (hebrejsky: כפר עקב, arabsky: كفر عقب) je arabská čtvrť v severní části Jeruzaléma v Izraeli, ležící ve Východním Jeruzalému, tedy v části města, která byla okupována Izraelem v roce 1967 a začleněna do hranic Jeruzaléma.

## Geografie
Leží v nadmořské výšce přes 750 metrů, cca 10 kilometrů severně od Starého Města. Jde o nejsevernější část Jeruzaléma. Na severu s ní sousedí arabské město Ramaláh, na východě izraelská osada Kochav Ja'akov a na jihu areál průmyslové zóny Atarot a letiště Kalandia. Kafr Akab je situován na náhorní planinu, která se mírně zvedá směrem k severu. Na východní straně se terén propadá do údolí Vádí al-Natuf, které směřuje do Judské pouště.

## Dějiny
Původně šlo o malé sídlo vesnického typu. Jeho obyvatelé se specializovali na pěstování květin, oliv a chov drůbeže. Hlavními místními rody byly Abu Šarif, Abu Isa, Barkat a Džamil. V roce 1922 tu žilo 189 lidí, v roce 1945 290 a roku 1987 tu bylo evidováno 494 lidí. Po konci první arabsko-izraelské války byla na základě dohod o příměří z roku 1949 začleněna tato lokalita do teritoria pod kontrolou Jordánska. V roce 1967 byla tato oblast obsazena Izraelem a připojena k Jeruzalému, přičemž tvořila nejsevernější část dlouhého výběžku vedeného z centrálních částí Jeruzaléma až na okraj Ramaláhu.
Počátkem 21. století byla na jižním okraji čtvrtě zbudována Izraelská bezpečnostní bariéra, která ji fyzicky oddělila od Jeruzaléma. Jde tak o jedno z mála předměstí Jeruzaléma, která sice zůstávají formálně součástí města, ale ocitla se za bariérou. Obyvatelé čtvrtě spolu s organizací Ir amim proti tomu podali soudní stížnost. Podotkli, že od doby postavení bariéry přestalo město prakticky na území čtvrtě vykonávat komunální služby a požadovali posun bariéry na sever.
Plocha této městské části dosahuje 2441 dunamů (2,394 kilometru čtverečního). V roce 2000 tu žilo 10 451 a v roce 2002 10 781 obyvatel. Dramatický nárůst populace v poslední době bývá připisován snahám zdejších palestinských Arabů přesídlit sem a získat výhody plynoucí z vlastnictví izraelského občanského průkazu.